# Pycnonotus squamatus
El bulbul escamado (Pycnonotus squamatus) es una especie de ave paseriforme de la familia Pycnonotidae propia de las montañas del sudeste asiático.

## Distribución y hábitat
Se encuentra en la península malaya, Sumatra, Borneo y Java. Su hábitat son los bosques húmedos tropicales de montaña. Está amenazado por la pérdida de hábitat.

## Taxonomía
Fue descrito científicamente por el zoólogo holandés Coenraad Jacob Temminck en 1828. Anteriormente se clasificaba en el género Ixos.
Se reconocen tres subespecies:
- P. s. webberi - (Hume, 1879): originalmente se describió como una especie separada. Se encuentra en la península malaya y Sumatra
- P. s. squamatus - (Temminck, 1828): ocupa Java
- P. s. borneensis - Chasen, 1941: se localiza en Borneo.